# USS LST-1089
O USS LST-1089 foi um navio de guerra norte-americano da classe LST que operou durante a Segunda Guerra Mundial.